# Davul
En duval (også omtalt som Tapan, Tabl, Daouli, Dobă, Lodra og Goch) er en stor tromme med skind i begge ender, så den kan spilles på fra begge sider. Man spiller på en duval med køller. Duvalen har været et udbredt instrument i mange lande og kulturer langt tilbage og der findes derfor en lang række forskellige betegnelser for instrumentet afhængig af området.

## Navne
- tupan (gora: Tupan)
- davul (tyrkisk davul)
- davil (Tamilsk: davil)
- daul, tǎpan, tupan (bulgarsk: тъпан, тупан)
- tapan, goč (goch) (serbisk: тапан, гоч)
- tapan (makadonsk: тапан)
- tobă/dobă (rumænsk tobă)
- tabl (arabisk tabl eller tabl baladi)
- tof (hebraisk tof תוף)
- daouli (græsk νταούλι), betyder bogstaveligt talt "tromme"
- lodra, tupana, daulle (albansk: lodra)
- dohol (persisk دهل duhul/dohol)
- doli (georgisk დოლი doli)
- dhol (armensk դհոլ dhol)
- towla/dowla (syrisk ܛܲܒܼܠܵܐ})
- dahol (kurdisk: dahol)